# Jimmy George
Jimmy George Kudakkachira (Peravoor, 8 marzo 1955 – Brescia, 30 novembre 1987) è stato un pallavolista indiano, di ruolo schiacciatore.

## Storia

### Carriera
La passione per la pallavolo gli venne tramandata dal padre, Joseph, che lo fece giocare già dalla tenera età.
Da ragazzo giocò nella squadra della St. Joseph's High School di Peravoor, poi nel 1970 entrò a far parte della squadra dell'Università di Calicut e nel 1973 di quella del St. Thomas College. Dallo stesso anno divenne capitano della squadra della Kerala University, con la quale vinse per quattro volte il campionato nazionale universitario indiano.
In quegli anni entrò a far parte della nazionale indiana con cui disputò i Giochi Asiatici di Teheran 1974 e Bangkok 1978.
Nel 1975 vinse il G.V. Raja Award, poi nel 1976 fu premiato con il Manorama Award per il migliore sportivo del Kerala e, nello stesso anno, lasciò gli studi di medicina per entrare nella Polizia del Kerala. Nel 1977 ricevette l'Arjuna Award, la più grande onorificenza dello sport indiano.
La passione per la pallavolo però rimase molto forte e, non appena ricevette una proposta da una formazione degli Emirati Arabi, l'Abu Dhabi Sports Club, fece le valigie e partì. Ad Abu Dhabi si guadagnò il titolo di miglior giocatore e vinse il campionato, nonostante la concorrenza, tanto da incominciare a sognare un'esperienza in Europa.
Nel 1982, sbarcò a Roma in cerca di un ingaggio. Incominciò a sostenere una serie di provini, provò prima a Ugento poi a Pineto ma la squadra che credette in lui fu la Pallavolo Treviso.
Nel 1985 diventò capitano della nazionale e nel 1986 vince il torneo internazionale India Gold Cup a Hyderabad e la medaglia di bronzo ai Giochi asiatici di Seul. 
Nello stesso anno venne ingaggiato dalla Gabeca Montichiari.
Il 30 novembre, mentre si stava recando a Modena per una partita amichevole, perse la vita in un incidente stradale. Sua moglie aspettava un figlio, Joseph George, che nacque due mesi dopo la sua morte.

### Dopo la morte
Dopo la tragica scomparsa, in sua memoria, è stata costituita la Jimmy George Foundation, che ha istituito il Premio Jimmy George per il migliore sportivo del Kerala e delle borse di studio per studenti della St.Joseph High School e del Devagiri College.
Gli sono stati intitolati il Palazzetto dello Sport di Montichiari e i palazzetti di Trivandrum, di Peravoor e del St.Thomas College. Ogni anno a Montichiari viene organizzato il torneo Memorial Jimmy George, per squadre giovanili. Inoltre il premio per la tifoseria più corretta della Serie A porta il suo nome.
Dal 1989 la Kerala Volleyball League of North America organizza il Jimmy George Super Trophy Volleyball Tournament.
Nel 2000 Jimmy George fu proclamato migliore sportivo del Kerala del ventesimo secolo.

## Palmarès

### Nazionale (competizioni minori)
- - Giochi Asiatici 1986

### Premi individuali
- 1976 - Arjuna Award